# Distrito de Mallakastër
El distrito de Mallakastër (en albanés: Rrethi i Mallakastrës) fue uno de los 36 distritos de Albania. Con una población de 40,000 habitantes (2004) y una superficie de 325 km², se localizaba al sur del país, siendo su ciudad capital Ballsh.